# Филмографија Билија Вајлдера
Били Вајлдер (1906–2002) био је аустријски режисер. Вајлдер је у почетку наставио каријеру у новинарству након што је био инспирисан америчким филмским журналом. Радио је за аустријски часопис Die Stunde и лист Die Stundeу Бечу, а касније за немачке листове Berliner Nachtausgabe, и Berliner Börsen-Courier у Берлину.
Његов први сценарио био је за немачки неми трилер The Daredevil Reporter (1929). Вајлдер је побегао у Париз 1933. након успона Нацистичке партије, где је корежирао и написао сценарио француске драме Mauvaise Graine (1934). Исте године, Вајлдер је напустио Француску на броду РМС Аквитанија да би радио у Холивуду, упркос томе што је слабо знао енглески.
Године 1938. почео је да сарађује са Чарлсом Брекетом на сценаријима за романтичну комедију Ернста Лубича Плавобрадова осма жена. Био је то први од 14 узастопних комерцијално успешних филмова које су заједно написали, укључујући комедију Ниночка (1939) и романтичну драму Задржи зору (1941), оба филма су касније номинована за Оскара за најбољи сценарио. Вајлдер је дебитовао као редитељ у Холивуду комедијом The Major and the Minor (1942), у којој су глумили Џинџер Роџерс и Реј Миленд. Две године касније режирао је и био коаутор сценарија за филм ноар Двострука обмана (1944), који се сматра класиком ноар жанра. Потом је реализовао филм Изгубљени викенд (1945), драму о писцу који се бори са зависношћу од алкохола, за коју је Вајлдер освојио своју прву награду Оскар за најбољу режију и поделио награду за најбољи оригинални сценарио са Брекетом. Филм је такође освојио награду за најбољи филм.
Вајлдер је режирао и био коаутор сценарија за Булевар сумрака (1950), филм ноар о повученој глумици немог филма у којој глуме Глорија Свонсон и Вилијам Холден. Освојио је 11 номинација за Оскара, укључујући Оскара за најбољи филм, најбољу режију и све четири глумачке категорије. Освојио је свог другог Оскара за најбољи сценарио са Брекетом за филм, као и награду Удружења америчких писаца за најбољу написану драму. Током 1950-их, Вајлдер је такође добио номинације за најбољу режију на Оскару за филмове Сталаг 17 (1953), Сабрина (1954), Сведок оптужбе (1957) и Неки то воле вруће (1959). Неки то воле вруће са Мерилин Монро, Тонијем Кертисом и Џеком Лемоном сматра се једном од најбољих комедија свих времена. Године 1960. режирао је и био је од косценариста филма Апартман, романтичне комедије о службенику осигуравајуће куће који дозвољава својим колегама да користе његов стан за потребе конзумације ванбрачних афера, у којој су глумили Леммон и Ширли Меклејн. Филм је освојио Оскара за најбољи филм и БАФТА награду за најбољи филм. Вајлдер је поделио Оскара за најбољи оригинални сценарио са И. А. Л. Дајмондом.
Као признање за свој рад, Вајлдер је добио АФИ-јеву награду за животно дело, награду Британске академије филмске и телевизијске уметности (БАФТА), награду за животно дело Удружења америчких режисера, Меморијалну награду Ирвинга Г. Талберга, Награду Лаурел за сценаристичко достигнуће и награду за животно дело Удружења америчких продуцената. Двострука обмана, Булевар сумрака, Неки то воле вруће и Стан су укључени у највеће америчке филмове АФИ свих времена. Од 2019. године, 10 његових филмова избрано је за Национални филмски регистар.

## Филмови

### Као филмски стваралац
| Година | Наслов                              | Допринос | Допринос   | Допринос  | Језик            | Белешке                                                        | Ref(s)        |
| Година | Наслов                              | Режисер  | Сценариста | Продуцент | Језик            | Белешке                                                        | Ref(s)        |
| ------ | ----------------------------------- | -------- | ---------- | --------- | ---------------- | -------------------------------------------------------------- | ------------- |
| 1934   | Mauvaise Graine                     | Да       | Да         |           | Француски        | Наслов на енглеском: Bad Seed Корежиран са Александром Есвејом | [ 22 ]        |
| 1942   | The Major and the Minor             | Да       | Да         |           | Енглески         |                                                                | [ 23 ]        |
| 1943   | Five Graves to Cairo                | Да       | Да         |           | Енглески         |                                                                | [ 24 ]        |
| 1944   | Double Indemnity                    | Да       | Да         |           | Енглески         | Уписан у Национални филмски регистар                           | [ 25 ]        |
| 1945   | The Lost Weekend                    | Да       | Да         |           | Енглески         | Уписан у Национални филмски регистар                           | [ 25 ]        |
| 1945   | Death Mills                         | Да       |            |           | Енглески Немачки | Наслов на немачком Die Todesmühlen Такође и супервизор монтаже | [ 26 ] [ 27 ] |
| 1948   | The Emperor Waltz                   | Да       | Да         |           | Енглески         |                                                                | [ 28 ]        |
| 1948   | A Foreign Affair                    | Да       | Да         |           | Енглески         |                                                                | [ 29 ]        |
| 1950   | Sunset Boulevard                    | Да       | Да         |           | Енглески         | Уписан у Национални филмски регистар                           | [ 30 ]        |
| 1951   | Ace in the Hole                     | Да       | Да         | Да        | Енглески         | Уписан у Национални филмски регистар                           | [ 25 ]        |
| 1953   | Stalag 17                           | Да       | Да         | Да        | Енглески         |                                                                | [ 31 ]        |
| 1954   | Sabrina                             | Да       | Да         | Да        | Енглески         | Уписан у Национални филмски регистар                           | [ 31 ]        |
| 1955   | The Seven Year Itch                 | Да       | Да         | Да        | Енглески         |                                                                | [ 31 ]        |
| 1957   | The Spirit of St. Louis             | Да       | Да         |           | Енглески         |                                                                | [ 31 ]        |
| 1957   | Love in the Afternoon               | Да       | Да         | Да        | Енглески         |                                                                | [ 31 ]        |
| 1957   | Witness for the Prosecution         | Да       | Да         |           | Енглески         |                                                                | [ 25 ]        |
| 1959   | Some Like It Hot                    | Да       | Да         | Да        | Енглески         | Уписан у Национални филмски регистар                           | [ 32 ]        |
| 1960   | The Apartment                       | Да       | Да         | Да        | Енглески         | Уписан у Национални филмски регистар                           | [ 33 ]        |
| 1961   | One, Two, Three                     | Да       | Да         | Да        | Енглески         |                                                                | [ 34 ]        |
| 1963   | Irma la Douce                       | Да       | Да         | Да        | Енглески         |                                                                | [ 35 ]        |
| 1964   | Kiss Me, Stupid                     | Да       | Да         | Да        | Енглески         |                                                                | [ 36 ]        |
| 1966   | The Fortune Cookie                  | Да       | Да         | Да        | Енглески         |                                                                | [ 37 ]        |
| 1970   | The Private Life of Sherlock Holmes | Да       | Да         | Да        | Енглески         |                                                                | [ 31 ]        |
| 1972   | Avanti!                             | Да       | Да         | Да        | Енглески         |                                                                | [ 38 ]        |
| 1974   | The Front Page                      | Да       | Да         |           | Енглески         |                                                                | [ 39 ]        |
| 1978   | Fedora                              | Да       | Да         | Да        | Енглески         |                                                                | [ 40 ] [ 41 ] |
| 1981   | Buddy Buddy                         | Да       | Да         |           | Енглески         |                                                                | [ 42 ]        |

### Као сценариста
| Година | Наслов                            | Допринос   | Допринос   | Језик    | Белешке | Ref(s) |
| Година | Наслов                            | Сценариста | Сценариста | Језик    | Белешке | Ref(s) |
| ------ | --------------------------------- | ---------- | ---------- | -------- | --- | ------ |
| 1929   | The Daredevil Reporter            | Да         |            | Немачки  | Наслов на немачком: Der Teufelsreporter                                                                            | [ 43 ] |
| 1930   | People on Sunday                  | Да         |            | Немачки  | Наслов на немачком: Menschen am Sonntag                                                                            | [ 44 ] |
| 1930   | A Student's Song of Heidelberg    | Да         |            | Немачки  | Наслов на немачком: Ein Burschenlied aus Heidelberg                                                                | [ 45 ] |
| 1931   | The Man in Search of His Murderer | Да         |            | Немачки  | Наслов на немачком: Der Mann, der seinen Mörder sucht                                                              | [ 46 ] |
| 1931   | Her Grace Commands                | Да         |            | Немачки  | Наслов на немачком: Ihre Hoheit befiehlt; simultaneously filmed as Princesse, à vos ordres! and remade as Adorable | [ 47 ] |
| 1931   | The Wrong Husband                 | Да         |            | Немачки  | Наслов на немачком: Der Falsche Ehemann                                                                            | [ 48 ] |
| 1931   | Emil and the Detectives           | Да         |            | Немачки  | Наслов на немачком: Emil und die Detektive                                                                         | [ 49 ] |
| 1932   | Happy Ever After                  | Да         |            | Енглески | Симултано сниман као Ein blonder Traum и Un rêve blond                                                             | [ 50 ] |
| 1932   | The Victor                        | Да         |            | Немачки  | Наслов на немачком: Der Sieger                                                                                     | [ 51 ] |
| 1932   | Once There Was a Waltz            | Да         |            | Немачки  | Наслов на немачком: Es war einmal ein Walzer; remade as Where Is This Lady?                                        | [ 48 ] |
| 1932   | Scampolo                          | Да         |            | Немачки  | Симултано сниман као Un peu d'amour                                                                                | [ 50 ] |
| 1932   | The Blue of Heaven                | Да         |            | Немачки  | Наслов на немачком: Das Blaue vom Himmel                                                                           | [ 50 ] |
| 1933   | Madame Wants No Children          |            | Да         | Немачки  | Наслов на немачком: Madame wünscht keine Kinder; simultaneously filmed as Madame ne veut pas d'enfants             | [ 50 ] |
| 1933   | What Women Dream                  | Да         |            | Немачки  | Наслов на немачком: Was Frauen träumen; remade as One Exciting Adventure                                           | [ 50 ] |
| 1934   | Music in the Air                  | Да         |            | Енглески | | [ 52 ] |
| 1935   | Lottery Lover                     | Да         |            | Енглески | | [ 22 ] |
| 1935   | Under Pressure                    | Да         |            | Енглески | | [ 22 ] |
| 1937   | Champagne Waltz                   |            | Да         | Енглески | | [ 31 ] |
| 1938   | Bluebeard's Eighth Wife           | Да         |            | Енглески | | [ 31 ] |
| 1939   | Midnight                          | Да         |            | Енглески | Уписан у Национални филмски регистар                                                                               | [ 31 ] |
| 1939   | What a Life                       | Да         |            | Енглески | | [ 31 ] |
| 1939   | Ninotchka                         | Да         |            | Енглески | Уписан у Национални филмски регистар                                                                               | [ 31 ] |
| 1940   | Rhythm on the River               |            | Да         | Енглески | | [ 31 ] |
| 1940   | Arise, My Love                    | Да         |            | Енглески | | [ 31 ] |
| 1941   | Hold Back the Dawn                | Да         |            | Енглески | | [ 31 ] |
| 1941   | Ball of Fire                      | Да         |            | Енглески | Уписан у Национални филмски регистар; поново снимљен као A Song Is Born                                            | [ 31 ] |